# Charles de Grandmaison
Pour les articles homonymes, voir Grandmaison.
Pour les autres membres de la famille, voir Famille Loyzeau de Grandmaison.
Charles de Grandmaison, né le 29 mai 1824 à Poitiers, mort le 19 juin 1903 à La Membrolle-sur-Choisille, est un archiviste et historien français.

## Biographie
Pierre-Charles-Armand Loizeau de Grandmaison naît le 29 mai 1824 à Poitiers d'Armand Loizeau de Grandmaison et de Victoire Chlègle . Il fait ses études à Niort.  Élève de l'École des chartes, il soutient sa thèse — Des appellations en cour de Rome — le 8 avril 1850. Il est ensuite nommé à la Bibliothèque nationale où il occupe un poste de décembre 1850 à décembre 1852.
En 1853, il est nommé archiviste départemental d'Indre-et-Loire. Outre des travaux d'histoire locale, il réorganise les archives de Touraine dont il publiera l'inventaire en 1878, 1884 et 1891. C'est à ses débuts dans cette nouvelle fonction, en juin 1853, qu'il rencontre Alexis de Tocqueville. Celui-ci vient lui demander de trouver et sourcer les documents nécessaires à la rédaction de L'Ancien Régime et la Révolution. Dans la préface de son ouvrage, l'historien soulignera ce qu'il doit à ses entretiens avec Charles de Grandmaison. Tocqueville précise de l'archiviste qu'il fut « la source de tout le reste ».
De 1868 à 1871, il est président de la Société archéologique de Touraine qu'il contribue à faire reconnaître d’utilité publique en juin 1872. Il est en outre nommé membre correspondant de l'Institut de France, Académie des inscriptions et belles-lettres en 1892.
Il meurt le 19 juin 1903 à La Membrolle-sur-Choisille à l'âge de 79 ans. Marié avec Aurélie Thiou, fille d'un négociant en vins, il sera le père de Louis de Grandmaison (1864-1940).

## Distinctions
- Chevalier de la Légion d'honneur (21 avril 1870)[8]
- Officier de l'Instruction publique (1874)

## Œuvres
- Dictionnaire héraldique, contenant l’explication et la description des termes et figures usités dans le blason, des notices sur les ordres de chevalerie, les marques des charges et dignités, les ornements et l’origine des armoiries, les rois d’armes et les tournois, etc., suivi d’un Abrégé chronologique d’édits, déclarations, règlements, arrêts et lettres patentes des rois de France de la troisième race concernant le fait de la noblesse par Chérin, Jean-Pierre Migne imprimeur, Petit Montrouge 1852.
- Chartularium Sancti Jovini, Société de statistique du département des Deux-Sèvres, t. XVII., imprimerie L. Favre & Cie, Niort 1854. [lire en ligne]
- Essai sur le servage en Touraine, in Le Livre des serfs de Marmoutier, publié par feu André Salmon, Mémoires de la Société archéologique de Touraine, t. XVI, imprimerie de Ladevèze, Tours 1864.
- Notice sur l’abolition du servage en Touraine, d’après le « liber de Servis » de Marmoutier et les pièces qui l’accompagnent, Imprimerie impériale, Paris 1865.
- Notes et Documents inédits sur les peintres de l’école de Tours, au XIVe et au XVe siècle, Imprimerie impériale, Paris 1868.
- Documents inédits pour servir à l’histoire des arts en Touraine, Mémoires de la Société archéologique de Touraine, t. XX., Guilland-Verger et Georget-Joubert, Tours 1870.
- Guide du voyageur sur les chemins de fer de la Vendée […] orné de gravures et d’une carte, Mazereau, Tours 1875.
- Chronique de l’abbaye de Beaumont-lez-Tours, publiée pour la première fois, d’après un manuscrit des archives d’Indre-et-Loire, imprimerie de Rouillé-Ladevèze, Tours 1877.
- Tours archéologique, histoire et monuments, tiré à part du Bulletin monumental, t. XXXIX], H. Champion, Paris 1879.
- Fragments de chartes du Xe siècle provenant de Saint-Julien de Tours, recueillis sur les registres d’état-civil d’Indre-et-Loire, librairie Picard, Paris 1886.
- Inventaire-sommaire des archives départementales antérieures à 1790, t. I, imprimerie E. Arrault et Cie, Tours 1891.
- Archives civiles, séries A à E, t. II, P. Dupont, Paris 1878.
- Archives ecclésiastiques, série G, t. III, imprimerie E. Arrault et Cie, Tours 1884.
- Alexis de Tocqueville en Touraine, préparation du livre sur l’Ancien Régime, juin 1853-avril 1854, Librairie nouvelle, Paris 1893.

## Pour approfondir